# Красыничи
Красыничи (бел. Красынічы) — деревня в Ганцевичском районе Брестской области Белоруссии. Входит в состав Огаревичского сельсовета.

## География
Деревня находится в северо-восточной части Брестской области, при автодороге Н-14, на расстоянии приблизительно 7 километров (по прямой) к востоку от города Ганцевичи, административного центра района. Абсолютная высота — 156 метров над уровнем моря. Площадь населённого пункта — 1,2018 км².

## История
По состоянию на 1909 год, в Красыничах имелось 2 двора и проживало 8 человек. В административном отношении деревня входила в состав Круговичской волости Слуцкого уезда Минской губернии.
Согласно Рижскому мирному договору (1921), деревня вошла в состав межвоенной Польши. Входила в состав гмины Круговичи Лунинецкого повета Полесского воеводства Польши. В 1921 году числилось 44 жителя, проживавших в 7 домах. В этническом составе населения того периода поляки составляли 64 %, белорусы — 36 %. В конфессиональном составе населения преобладали католики (86 %).
С 1939 года в БССР.

## Население
По данным переписи 2019 года, в деревне проживало 52 человека.
| Год  | Население, человек |
| ---- | ------------------ |
| 1909 | 8                  |
| 1921 | ↗ 44               |
| 2009 | ↗ 89               |
| 2019 | ↘ 52               |